# A Ghetto Christmas Carol
Albums de XXXTentacion
17
(2017) ?
(2018)
A Ghetto Christmas Carol est le dixième et dernier extended play du rappeur américain XXXTentacion. C'est un EP sur le thème de Noël publié le 11 décembre 2017 par Bad Vibes Forever,,. La production est assurée principalement par un autre producteur américain, Ronny J (en) et XXXTentacion lui-même, ainsi que par Cubeatz et J Dilla.

## Pistes
L'EP comprend une chanson de protestation de XXXTentacion contre le président de l'époque, Donald Trump, Hate Will Never Win.
Crédits issus de Tidal.
| 1.   | A Ghetto Christmas Carol         | - Ronny J (en) - Cubeatz | 1:44 |
| 2.   | Hate Will Never Win              | J Dilla                  | 1:44 |
| 3.   | Up Like an Insomniac (Freestyle) | - XXXTentacion - Ronny J | 2:31 |
| 4.   | Red Light!                       | Ronny J                  | 1:05 |
| 5.   | Indecision                       | XXXTentacion             | 2:04 |
| 9:09 |                                  |                          |      |

## Participations
Crédits issus de Tidal.
- XXXTentacion – chant, composition, ingénieur du son, production
- Ronny J (en) – composition, production
- Cubeatz – composition
- J Dilla – production
- Robbie Soukiasyan – ingénieur du son
- Koen Heldens (en) – mixage
- Kevin Peterson – assistant mastering
- Dave Kutch – mastering

## Classements
| Chart (2017)                           | Meilleur classement |
| -------------------------------------- | ------------------- |
| New Zealand Heatseeker Albums (RMNZ)   | 2                   |
| US R&B/Hip-Hop Album Sales (Billboard) | 42                  |